# ضريح عبدل أباد
ضريح عبدل أباد هي ضريح تراثية إيرانية وتتعلق بالعصر الدولة الإلخانية. تقع هذه الضريح في القسم المركزي لمدينة بردسكن في قرية بنفس الاسم أي قرية عبدل أباد في خراسان الرضوي. لدي المقبرة قبة طوبية بارتفاع 13٫20 متر مزينة بأشكالمعينةمن نوع الجص تم تسجيل مقبرة عبدل أباد بتاريخ 27 بهمن 1382 الهجرية الشمسية كأحد المواقع الأثرية الإيرانية.